# Deuil-la-Barre
Deuil-La Barre è un comune francese di 21 916 abitanti situato nel dipartimento della Val-d'Oise nella regione dell'Île-de-France.

## Società

### Evoluzione demografica
Abitanti censiti